# Early English Style

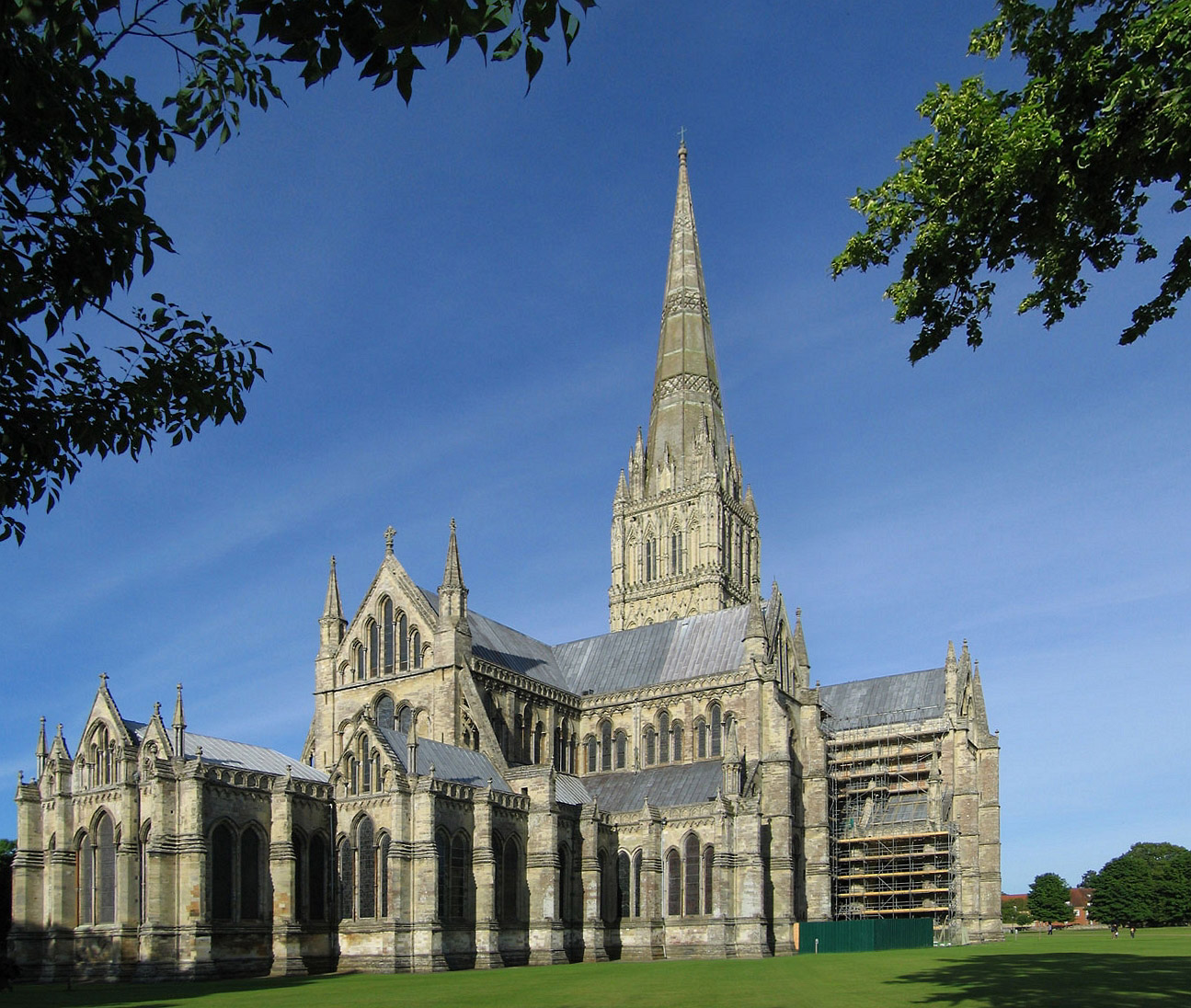
Die Kathedrale von Salisbury gilt als bestes Beispiel für das Early English (abgesehen vom Turm aus dem 14. Jahrhundert)

Early English ist ein kunstgeschichtlicher Stil- und Epochenbegriff für die Frühphase der gotischen Architektur in England in den Jahren von ca. 1170 bis ca. 1240.

## Besonderheiten

### Allgemein
Die Datierung ist – wie häufig bei kunsthistorischen Epochen – je nach Autor unterschiedlich. Sir Nikolaus Pevsner datiert das Early English von 1190 bis 1250. Thomas Rickman, der diesen Begriff in An Attempt to Discriminate the Styles of Architecture in England (1812–1815) überhaupt erst geschaffen hatte, datiert 1189–1307.
Das Early English folgte zeitlich gesehen der normannisch-romanischen Epoche (siehe Norman Style) und wurde seinerseits gefolgt vom Decorated Style. Der Name Early English täuscht darüber hinweg, dass die Ursprünge dieser neuen Architektur in der Umgebung von Paris ab ca. 1130 entstanden sind. In England hieß dieser Stil anfangs dementsprechend the French style.
Der Beginn der gotischen Baukunst in England wird allgemein mit dem Ostabschluss der Kathedrale von Canterbury 1175 angenommen – unter der Leitung des Wilhelm von Sens –, die eigentliche englische Gotik aber, das Early English, setzt mit dem Neubau der Kathedrale von Wells 1180 und Lincoln 1192 ein. Besonders im Gewölbebau geht England jetzt ganz eigene Wege. Es übernimmt zwar von Frankreich seine eigene Erfindung des Kreuzrippengewölbes, gebraucht es in seiner einfachen, ursprünglichen Form aber kaum, sondern entwickelt Formen, die auf dem Festland entweder keine oder nur späte Nachahmung finden (Ende 14. Jahrhundert). Das gilt allerdings nur für die Kathedrale. Die Pfarrkirchen behalten den offenen normannischen Dachstuhl.
Die Kathedrale von Durham, die 1093 begonnen wurde, hatte als erste Kirche der Kunstgeschichte ein Kreuzrippengewölbe im Hauptschiff (Einwölbung der östlichen Teile 1104, des Langhauses ca. 1130).
Der betonten horizontalen Gliederung des Raumes hat das einfache Rippen-System nicht entsprochen. Das Rippennetz und die gesamte Gewölbekonstruktion wandeln sich auf dieses Ziel hin um. Scheitel- und Flechtrippen (Tiercerons: vom Kämpfer aufsteigende Nebenrippen) bereichern das bisherige System von Gurten und Diagonalrippen und lockern damit seine starre Gliederung auf. Dabei unterstreicht die Scheitelrippe die Längsrichtung der Räume, während die Tiercerons, die zwischen den Diagonal- und Schildrippen hochsteigen und sich an der Scheitelrippe paarweise treffen, dazu beitragen, die Jochteilung zu unterdrücken.
Ihr zusätzlicher technisch-konstruktiver Vorteil liegt in der weiteren Verkleinerung der einzelnen Gewölbekappen, die nun noch leichter gemauert werden können. Scheitelrippen verlaufen nicht nur in Richtung des Mittelschiffes, sondern können auch rechtwinklig dazu gegenüberliegende Stichkappen verbinden (zweite Form der Scheitelrippe oder Querscheitelrippe), wodurch das Gewölbe nicht mehr in einzelne Joche unterteilt scheint, sondern in durch das Rechteck der Scheitelrippen gebildete Kompartimente, die sich um einen Pfeiler herumlegen.
Die Architektur des Early English ist typisch für viele Zisterzienser-Bauten, sowohl in England als auch in Frankreich, wie beispielsweise Whitby Abbey und Rievaulx Abbey in Yorkshire. Die Kathedrale von Salisbury ist ein wunderbares Beispiel dieses Stils. Weil es in einer relativ kurzen Zeitspanne (zwischen 1200 und 1275) errichtet wurde, gibt es hier kaum Einflüsse durch andere Stile – mit Ausnahme der Fassade und des Turms aus dem 14. Jahrhundert. Andere bedeutende Beispiele des Early English sind die Eingangspforte zur Galiläa in Ely, das Haupt- und Querschiff von Wells (1225–1240), die Westfassade von Peterborough und schließlich das südliche Querhaus von Beverley Minster.

### Westfassade
Wie vieles in der frühen englischen Gotik so ist auch die Westfassade, hier Schirmfassade genannt, aus der normannischen Architektur der Vorgängerepoche abgeleitet. Die Schirmfassaden in England, z. B. in Salisbury, stehen jedoch im Gegensatz zu den in der französischen Gotik (Reims und Amiens) verbreiteten reich geschmückten imposanten Doppelturmfassaden. Die niedrigeren Türme in England stehen entweder an der Seite, wie in Salisbury, oder hinter der Fassade. Weiter wirkt die Westfassade von Salisbury mit ihren horizontalen und vertikalen Richtungskräften ausgeglichen.
Auch eine Konzentration eines Bildprogramms im Portalbereich fehlt im Unterschied zu französischen Bauten. In Frankreich übernimmt die Plastik die Funktion architektonischer Ordnungselemente, dieses wird jedoch in England unterdrückt. Hier wirken die Skulpturen in den ihnen zugewiesenen Nischen förmlich eingedrängt. Es fehlen die ornamentfreudigen Archivolten und Tympana aus Frankreich. Auch die Verkleinerung der Portale bis auf menschliche Maße hat zuletzt die Verbannung der Plastik aus der Schirmfassade bewirkt. Einige Kunsthistoriker wie John Ruskin sprechen bei den Portalen sogar von „Taubenlöchern“.
Dafür waren die Schirmfassaden, die mit Laufgängen durchsetzt waren, Teil der liturgischen Prozession. Sie befanden sich oberhalb der Portalzone und waren durch Stege in den Ecktürmen zu erreichen. In Wells wurde sogar eine zweite Passage im unteren Rang der Mittelgiebel errichtet. Möglicherweise traten diese Gänge als Sänger- und Musikantentribünen bei den großen Palmsonntagprozessionen in Erscheinung.